# Sympycnus fusciventris
Sympycnus fusciventris är en tvåvingeart som beskrevs av Van Duzee 1930. Sympycnus fusciventris ingår i släktet Sympycnus och familjen styltflugor. Inga underarter finns listade i Catalogue of Life.